# Emmanuel Daniel
Emmanuel Shinkut Daniel, född 17 december 1993, är en nigeriansk fotbollsspelare.
Daniel blev olympisk bronsmedaljör i fotboll vid sommarspelen 2016 i Rio de Janeiro.